# Фредерик Херви, 2-й маркиз Бристоль
Фредерик Уильям Херви, 2-й маркиз Бристоль (англ. Frederick William Hervey, 2nd Marquess of Bristol; 15 июля 1800 — 30 октября 1864) — британский аристократ и политик-тори, именовавшийся лордом Херви с 1803 по 1826 год и графом Джермином с 1826 по 1859 год. Он служил казначеем при сэре Роберте Пиле с 1841 по 1846 год.

## История и образование
Херви родился 15 июля 1800 года в Портленд-Плейс, Марилебон, Лондон. Старший сын Фредерика Херви, 1-го маркиза Бристоля (1769—1859), и его жены достопочтенной Элизабет Олбаны Аптон (1775—1844), дочери Клотуорти Аптона, 1-го барона Темплтауна (? — 1785). Лорд Артур Херви был его младшим братом. Фредерик получил образование в Итоне и Тринити-колледже в Кембридже.

## Политическая карьера
Получив титул учтивости — граф Джермин после того, как его отец был возведен в маркизат в 1826 году, Фредерик Херви стал членом парламента в качестве одного из двух представителей от Бери-Сент-Эдмундса в том же году. В 1841 году он был приведен к присяге в Тайном совете и назначен казначеем семьи в администрации сэра Роберта Пила. В этом правительстве он работал до его отставки в 1846 году . Он продолжал представлять Бери-Сент-Эдмундс в парламенте вплоть до 1859 года, когда он сменил своего отца на посту 2-го маркиза Бристоля и вошел в Палату лордов Великобритании. Помимо своей политической карьеры, он также был полковником милиции Западного Саффолка и членом Общества антикваров.

## Семья
9 октября 1830 года в церкви Сент-Джеймс в Вестминстере (Лондон) лорд Бристоль женился на леди Кэтрин Изабелле Мэннерс (4 февраля 1809 — 20 апреля 1848), дочери Джона Мэннерса, 5-го герцога Ратленда, и леди Элизабет Говард (1780—1825). У них было четверо сыновей и три дочери:
- Достопочтенная Элизабет Фредерика Херви (1832? — 1 июня 1856)
- Леди Мэри Кэтрин Изабелла Херви (1833? — 1 августа 1928)
- Фредерик Уильям Джон Херви, 3-й маркиз Бристоль (28 июня 1834 — 7 августа 1907), старший сын и преемник отца
- Лорд Огастес Генри Чарльз Херви (2 августа 1837 — 28 мая 1875), депутат Палаты общин. Был женат с 1861 года на Мариане Ходнетт, от брака с которой у него было семеро детей, в том числе Фредерик Херви, 4-й маркиз Бристоль, и Герберт Херви, 5-й маркиз Бристоль.
- Майор лорд Джон Уильям Николас Херви (15 ноября 1841 — 25 февраля 1902), не женат
- Леди Аделиза Джорджиана Херви (17 августа 1843 — 7 ноября 1911), муж с 1866 года Ричард Сомерсет Ле Поэр Тренч, 4-й граф Кланкарти (1834—1891), от брака с которым у неё было трое детей.
- Лорд Фрэнсис Херви (16 октября 1846 — 10 января 1931), дважды депутата Палаты общин, холост и бездетен.

Маркиза Бристоль умерла в Итон-Плейс, 47, Лондон, 20 апреля 1848 года от оспы при родах в возрасте 39 лет. Лорд Бристоль оставался вдовцом до своей смерти в Икворт-хаусе, Саффолк, 30 октября 1864 года, в возрасте 64 лет. Ему наследовал его старший сын, Фредерик.